# IX округ (Будимпешта)
IX округ (мађ. Budapest IX. kerülete) или Ференцварош (мађ. Ferencváros) се налази у Будимпешти.

## Историја
Развој Ференцвароша је почео у касном осамнаестом веку када му је и дато име Ференцов(Фрањин) Град, по крунисању папе Фрање I 1792. године.
Године 1799. и 1838, многе зграде у Ференцварошу су биле уништене поплавама које је изазвао Дунав. Грађевине које су биле грађене након тога су биле од чврсте опеке.
Индустријализација овог дистрикта је почела у другој половини деветнаестог века. Током овог периода изграђено је пет млинова и централна пијаца.

## Познате грађевине
- Калвинистичка црква
- Корвинов универзитет
- Музеј примењених уметности
- Национални музеј
- Централна пијаца

## Спорт
Најтрофејнији мађарски фудбалски клуб ФК Ференцварош је из овог округа.